# Johann Hermann Franz von Pape

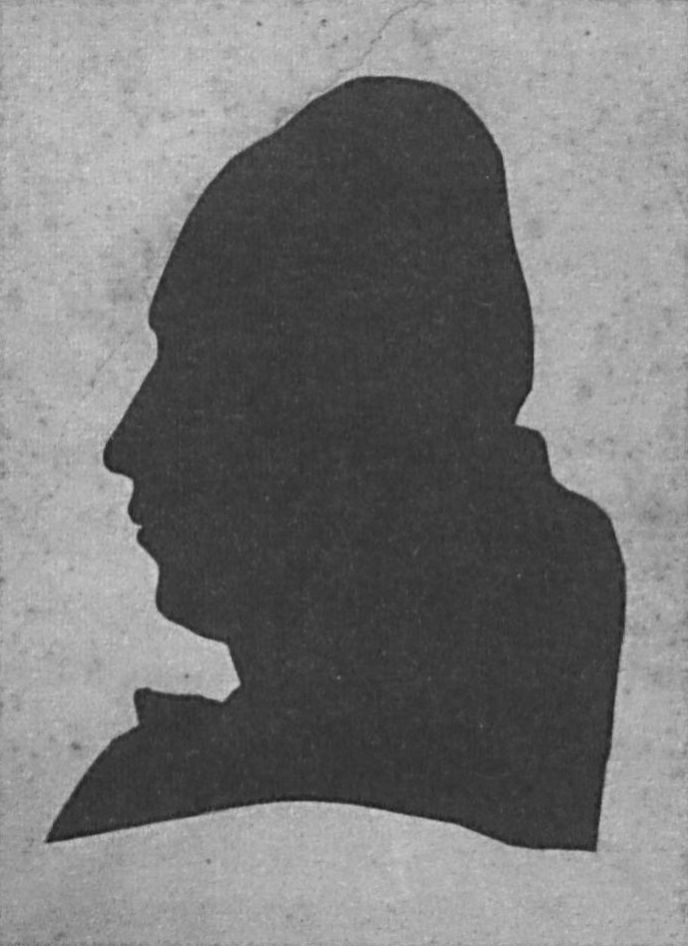
Schattenriss Johann Hermann Franz von Pape, genannt Papius

Johann Hermann Franz von Pape (* 1717; † Fritzlar 1793), genannt (von) Papius, war ein deutscher Jurist. Er wurde vor allem bekannt als Assessor am Reichskammergericht in Wetzlar. 

## Leben und Wirken
Von Papius entstammte der im frühen 17. Jahrhundert begründeten dritten Linie der Familie von Papen (sogenannte Papius-Linie). Seine Familie gehörte generationenlang zur Würzburger Oberschicht. Er war ein Urenkel von Conrad Friedrich Papius, dem langjährigen Landzahlmeister, Stadtratssenior und Oberbürgermeister von Würzburg. Papius’ Vater und Großvater amtierten ebenfalls als fürstbischöfliche Geheime Räte und Bürgermeister in Würzburg. Seine Mutter stammte aus dem Würzburger Bürgertum.
Johann Hermann von Pape studierte Jura in Würzburg. Von 1740 bis 1742 war er Praktikant am Reichskammergericht und zugleich Syndikus des Niederrheinischen Kreises. Während seiner Praktikantenzeit lernte er seine spätere Frau Maria Genoveva kennen. Sie war die Tochter des Assessors Johann von Speck, was Papius durch die Förderung seines Schwiegervaters die Karriere am Reichskammergericht ermöglichte. Speckmann hatte ihm bereits seine Stelle als Syndikus des Niederrheinischen Reichskreises verschafft.
Auf Betreiben seines Schwiegervaters wurde von Papius für den Posten eines Assessors des Burgundischen Reichskreises präsentiert, obwohl er bestimmte notwendige Voraussetzungen nicht erfüllte und damit weniger qualifiziert war als andere Kandidaten. Die Präsentation Papius’ war unter den Assessoren des Gerichtes umstritten und es gab im Kameralkollegium einige Diskussionen, auch aufgrund seiner unzureichenden Qualifikation. Er wurde aber 1756 als Assessor am Reichskammergericht angenommen.
Da von Papius vom Burgundischen Reichskreis präsentiert worden war, war sein Rang innerhalb der kameralen Gesellschaft nicht sehr hoch, so dass er vermutlich diesen Nachteil durch äußere Repräsentation und Darstellung kompensieren wollte. Vom Beginn seines Assessorats 1756 und der Einberufung der Reichskammergerichtsvisitation im Jahre 1767 gelang es von Papius ein ansehnliches Vermögen zusammenzubringen. Innerhalb kurzer Zeit gelang es ihm, mehrere Immobilien mit dazugehörigen Häusern, Stallungen und Gärten zu erwerben. Darunter befanden sich das sogenannte Palais Papius in der Kornblumengasse und das Grundstück in der Hofstatt 10 auf dem er ein Haus baute, das heute das Reichskammergerichtsmuseum beherbergt. In sehr kurzer Zeit hatte von Papius fünf sehr repräsentative Häuser erworben und aufwendig renovieren lassen.
All dies konnte kaum mit dem Gehalt eines Assessors bezahlt werden, zumal noch andere große Ausgaben für Samt, Seide und Brokat sowie teure Delikatessen hinzukamen. Dieser Lebensstil konnte laut Baumann mit ziemlicher Sicherheit nur durch illegale Praktiken bei der Rechtsprechung, also durch Bestechung finanziert werden.
In der Frühen Neuzeit waren Geschenke an Amtspersonen üblicher als heute, da viele Ämter käuflich waren und diese Geschenke zur Amortisierung des Kaufpreises dienten. Diese Geschenke wurden nicht als Korruption angesehen, sondern galten als soziale Pflicht. Aus moderner Sicht korrupte Praktiken wurden in der damaligen Gesellschaft nicht als solche betrachtet. In der Reichskammergerichtsordnung war jedoch die Annahme von Geschenken durch Angehörige des Gerichtes verboten.
Außerdem wurde er unter Bezugnahme auf seinen alten Adel zum Reichspanier- und Freiherrn ernannt. Daneben erstrebte er die Aufnahme in die Matrikel des Fränkischen Ritterkreises.

## Absetzung
Nach der letzten Visitation des Reichskammergerichts wurde er 1771 suspendiert, 1774 bei Ehrverlust endgültig abgesetzt.

## Literarische Würdigung
Als Rechtspraktikant in Wetzlar hatte Goethe beste Gelegenheit, den Fall zu beobachten. und verewigte den Reichskammergerichtsassessor – als Sapupi in seinem Drama Götz von Berlichingen im Zweiten Akt in der Szene Bauernhochzeit: 
```
Brautvater: Ach, da macht alles hohle Pfötchen. Der Assessor allein, Gott verzeih's ihm, hat mir achtzehn Goldgülden abgenommen. 
Bräutigam: Wer? 
Brautvater: Wer anders als der Sapupi?
```